# Nairn Falls Provincial Park
Der Nairn Falls Provincial Park ist ein 170 Hektar großer Provincial Park in der kanadischen Provinz British Columbia. Der Park liegt im Sea-to-Sky Corridor etwa 25 Kilometer nordnordöstlich von Whistler in den Ausläufern der Fitzsimmons Range, welche zur Pacific Ranges gehört und etwa 5 Kilometer südlich von Pemberton. Südlich des Parks liegt der Garibaldi Provincial Park. Der Park ist von Vancouver aus gut auf dem Highway 99 zu erreichbar und liegt im Squamish-Lillooet Regional District. 

## Anlage
Der für kanadische Verhältnisse relativ kleine Park hat seinen Namen von gleichnamigen Wasserfall. Der Park zieht sich dabei, beginnend oberhalb des Wasserfalls, zu beiden Seiten am Green River entlang. Nach Nordosten begrenzt der Highway und eine Eisenbahnstrecke den Park. Der Wasserfall wird dabei durch das in mehreren Stufen über insgesamt 60 Meter herabstürzenden Wasser des Green River gebildet. Der Nairn Fall ist dabei ein Beweis für die erusive Kraft des Wassers. Das Wasser hat im umgebenden Gestein mehrere Strudellöcher geschaffen.
Bei dem Park handelt es sich um ein Schutzgebiet der Kategorie II (Nationalpark).

## Geschichte
Nairn Falls Provincial Park wurde im Jahr 1966 eingerichtet. Er umfasst dabei auch ein Gebiet das bei den ansässigen First Nation, vom Volk der St'at'imc, von kultureller Bedeutung ist.

## Flora und Fauna
Das Ökosystem von British Columbia wird mit dem Biogeoclimatic Ecological Classification (BEC) Zoning System in verschiedene biogeoklimatischen Zonen eingeteilt. Biogeoklimatische Zonen zeichnen sich durch ein grundsätzlich identisches oder sehr ähnliches Klima sowie gleiche oder sehr ähnliche biologische und geologische Voraussetzungen aus. Daraus resultiert in den jeweiligen Zonen dann auch ein sehr ähnlicher Bestand an Pflanzen und Tieren. Innerhalb des Ökosystems von British Columbia wird das Gebiet der Dry Submaritime Subzone der Coastal Western Hemlock Zone zugeordnet. Der Park liegt dabei in der ökologisch wichtigen Transitzone zwischen den eher feuchten Küstenzonen und den eher trockenen Inlandszonen. Im Parkgebiet, mit nur einer Vegetationsstufe wachsen hauptsächlich Westamerikanischen Hemlocktannen, Douglasien und der Riesen-Lebensbaum (im englischen Sprachraum „Western Red Cedar“ genannt). Epiphytische Flechten und Moose überziehen die Baumstämme.
Der Wald hat einen Unterwuchs aus Schwertfarnen, Heidekrautgewächsen und immergrünen Heidelbeeren. Ebenfalls findet man den Pazifischen Blüten-Hartriegel. Diese geschützte Pflanze findet sich auch im Wappen von British Columbia wieder.
Im Park  und angrenzenden Gebiet leben zahlreiche kleinere und größere Säugetierarten. Im Hinterland leben auch Schwarzbären, Rotluchse und Pumas. Viele Vogelarten sind im Parkgebiet heimisch, darunter auch der Diademhäher, der Wappenvogel British Columbias.
Im Park kommen jedoch auch ausgefallenere Tierarten vor. So lebt hier zum Beispiel die Gummiboa. Ebenfalls bietet der Park einer bedrohten Eulenart, dem Fleckenkauz, Brutmöglichkeiten.

## Aktivitäten
Der Park bietet einen Picknickbereich und am Parkplatz eine einfache Sanitäranlage. 3 ausgeschilderte Wege mit unterschiedlichen Längen und von eher leichten Schwierigkeitsgraden verlaufen im Park. Auch ein Abschnitt, der „Sea to Sky Trail“, des insgesamt etwa 18.000 Kilometer langen Trans Canada Trails durchquert den Park. Von den Wegen können einzelne sowohl von Fahrradfahrern wie auch von Wanderern genutzt werden.
Der Park hat 94, teilweise reservierbare, Stellplätze für Wohnmobile und Zelte. Außerdem verfügt er nur über einfachste Sanitäranlagen.
Am Parkrand liegt der Badesee One Mile Lake.